# Colon transversal
Colonul transversal este cea mai lungă și mai mobilă parte a colonului. Traversează abdomenul de la flexura colică dreaptă sau hepatică, interpunându-se între colonul ascendent și colonul descendent,  apoi se curbează brusc în jurul propriei axe, continuându-și traseul până la capătul inferior al splinei formând flexura colică stângă sau splenică. În cursul său, descrie un arc, a cărui concavitate este îndreptată înapoi și puțin în sus. Spre capătul său splenic există adesea o curbă bruscă în formă de U, care poate coborî mai jos decât curba principală. 
Este acoperit aproape complet de peritoneu și este conectat la marginea inferioară a pancreasului printr-o duplicitate mare și largă a membranei respective numită mezocolonul transvers. 
Este în relație, prin suprafața sa superioară, cu ficatul și vezica biliară, curbura mai mare a stomacului și capătul inferior al splinei; prin suprafața sa inferioară, cu intestinul subțire ; prin suprafața sa anterioară, cu stratul posterior al omentului mai mare și al peretelui abdominal iar prin suprafața sa posterioară este în relație de la dreapta la stânga cu porțiunea descendentă a duodenului, capul pancreasului și unele dintre ansele jejunului și ileonului. 
În colonul transversal absoarbe apa și sărurile minerale. 

## Imagini suplimentare

1: colon ascendent  2: colon transvers  3: colon descendent  4: colonul sigmoid  5: Rectum
Diametre interioare ale diferitelor secțiuni ale intestinului gros, cu colon transvers (la vârf) măsurând în medie 5,8   cm (interval 5,0-6,5   cm).
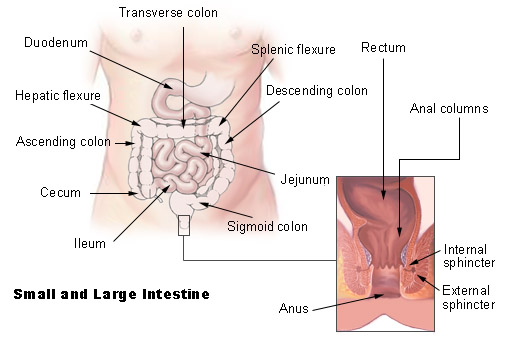
intestine
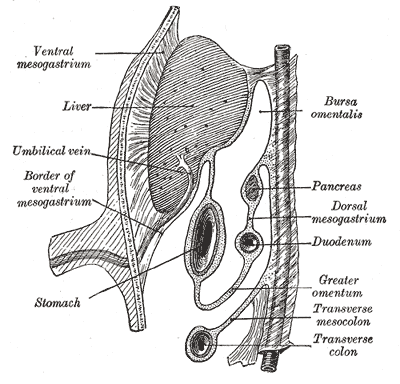
Figura schematică a bursa omentalis, etc. Embrion uman de opt săptămâni
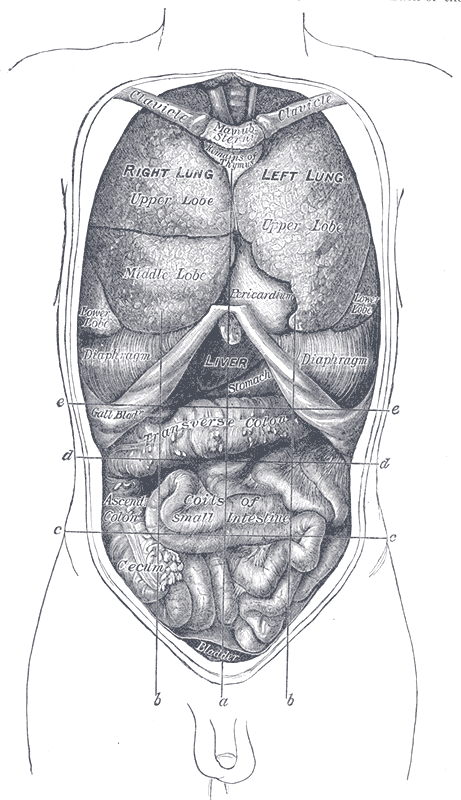
Vedere din față a viscerelor toracice și abdominale
Sistem digestiv
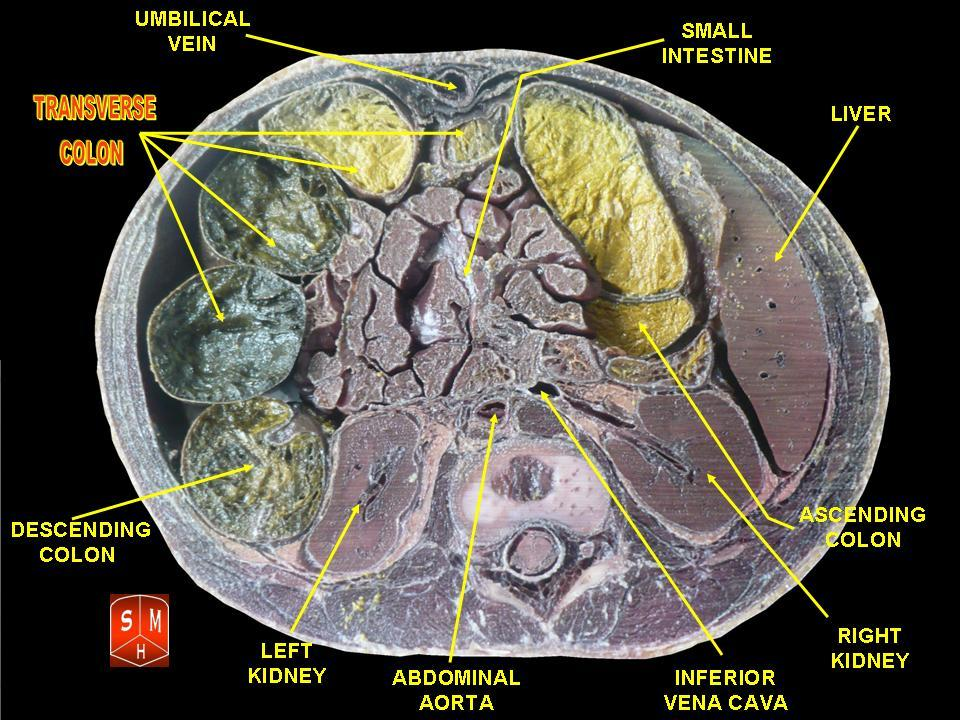
Colon transvers